# Kaplica św. Łucji w Għaxaq
Kaplica świętej Łucji (ang. Chapel of St Lucy) – rzymskokatolicka kaplica z XVI wieku, znajdująca się na obrzeżach wioski Għaxaq na Malcie. Wioska Santa Lucija wzięła od niej swoją nazwę.

## Historia
Kaplica zbudowana została w roku 1535 przez Paola Pellegrino, na terenie będącym własnością kapituły katedralnej. Był to kościół zapewniający prebendę dla jednego z kanoników katedry. W zamian za to kanonik musiał ponosić koszty związane z obchodami święta tytularnego i ofiarowaniem w ten dzień jałmużny ubogim. Zwyczaj ten przetrwał do II wojny światowej.
Alojzy (Wiġi) Agius z Għaxaq był dobroczyńcą kaplicy, dobudował on małą zakrystię oraz ufundował ornat i kielich.
Obchody święta św. Łucji odbywały się tradycyjnie 13 grudnia. Od roku 1600, w przeddzień święta śpiewano nieszpory i karmiono pielgrzymów. W dzień patronki duchowieństwo z Għaxaq, pod przewodnictwem kanonika z katedry, celebrowało sumę. Po II wojnie zaprzestano kontynuowania tego zwyczaju, kaplica została opuszczona.

## Wnętrze
Wewnątrz kaplicy znajdują się trzy spiczaste łuki, typowe dla architektury średniowiecznej na Malcie, podtrzymujące ściany i dach. Wejście do zakrystii znajduje się po lewej stronie ołtarza z obrazem przedstawiającym Matkę Boską z Dzieciątkiem oraz klęczącą św. Łucję.

## Otoczenie
W rogu dziedzińca przed kaplicą znajduje się studnia, z której czerpali wodę spragnieni pielgrzymi.

## Odnowienie
W roku 2007 rozpoczęto prace renowacyjne kaplicy. Oczyszczono i odnowiono ściany, podłogę, kraty w oknach, zakrystię, ołtarz oraz łuki podtrzymujące dach. W 2017 odnowione, i w razie potrzeby naprawione zostały wszystkie ściany zewnętrzne, dach z systemem odprowadzania wody deszczowej oraz plac przed kościołem.